# Pseudobrevicoryne
Pseudobrevicoryne är ett släkte av insekter som beskrevs av Jürgen Heinze 1960. Pseudobrevicoryne ingår i familjen långrörsbladlöss.
Kladogram enligt Catalogue of Life och Dyntaxa:
| Pseudobrevicoryne | \| \| Pseudobrevicoryne buhri \| \| \| \| \| \| Pseudobrevicoryne erysimi \| \| \| \| |
|                   | \| \| Pseudobrevicoryne buhri \| \| \| \| \| \| Pseudobrevicoryne erysimi \| \| \| \| |
|                   | Pseudobrevicoryne buhri                                                               |
|                   |                                                                                       |
|                   | Pseudobrevicoryne erysimi                                                             |
|                   |                                                                                       |